# Presidente de Dominica
El presidente de la Mancomunidad de Dominica es el jefe de Estado según los establece la Constitución de 1978.

## Lista de los presidentes
| N.º | Retrato | Nombre                               | Elección  | Mandato                  | Mandato                  | Mandato            | Partido político |
| N.º | Retrato | Nombre                               | Elección  | Inicio                   | Final                    | Tiempo en el cargo | Partido político |
| --- | ------- | ------------------------------------ | --------- | ------------------------ | ------------------------ | ------------------ | ---------------- |
| —   |         | Sir Louis Cools-Lartigue (1905–1993) | —         | 3 de noviembre de 1978   | 16 de enero de 1979      | 74 días            | Independiente    |
| 1   |         | Fred Degazon (1913–2008)             | —         | 16 de enero de 1979      | 29 de enero de 1980      | 1 año, 13 días     | Independiente    |
| —   |         | Sir Louis Cools-Lartigue (1905–1993) | —         | 15 de junio de 1979      | 16 de junio de 1979      | 1 día              | Independiente    |
| —   |         | Jenner B. M. Armour (1932–2001)      | —         | 21 de junio de 1979      | 25 de febrero de 1980    | 249 días           | Independiente    |
| 2   |         | Aurelius Marie (1904–1995)           | —         | 25 de febrero de 1980    | 19 de diciembre de 1983  | 3 años, 297 días   | Independiente    |
| 3   |         | Clarence Seignoret (1919–2002)       | 1983 1988 | 19 de diciembre de 1983  | 25 de octubre de 1993    | 9 años, 310 días   | Independiente    |
| 4   |         | Crispin Sorhaindo (1931–2010)        | 1993      | 25 de octubre de 1993    | 5 de octubre de 1998     | 4 años, 345 días   | Independiente    |
| 5   |         | Vernon Shaw (1930–2013)              | 1998      | 6 de octubre de 1998     | 1 de octubre de 2003     | 4 años, 360 días   | Independiente    |
| 6   |         | Nicholas Liverpool (1934–2015)       | 2003 2008 | 1 de octubre de 2003     | 17 de septiembre de 2012 | 8 años, 352 días   | Independiente    |
| 7   |         | Eliud Williams (born 1948)           | —         | 17 de septiembre de 2012 | 2 de octubre de 2013     | 1 año, 15 días     | DLP              |
| 8   |         | Charles Savarin (born 1943)          | 2013 2018 | 2 de octubre de 2013     | 2 de octubre de 2023     | 10 años            | DLP              |
| 9   |         | Sylvanie Burton (born 1965)          | 2023      | 2 de octubre de 2023     | -                        | -                  | DLP              |